# Coll d'Oderen
El coll d'Oderen (en francès col d'Oderen) és un port de muntanya que corona a 884 metres i que es troba a la serralada dels Vosges, a la frontera entre els departaments de l'Alt Rin i els Vosges, França. El coll enllaça les localitats de Cornimont i Oderen.

## Detalls de l'ascensió
Des de Cornimont l'ascensió té 11,4 quilòmetres de llargada en els quals se superen 384 metres d'altitud a una mitjana del 3,4%. Des d'Oderen l'ascensió té 9,8 quilòmetres de llargada a una mitjana del 4,3% en què se superen 422 metres de desnivell.

## Tour de França
El Coll d'Oderen ha format part del recorregut del Tour de França en dues ocasions des que va fer la primera aparició el 1971.
| Any  | Etapa | Categoria | Inici      | Final                     | Primer al cim           |
| ---- | ----- | --------- | ---------- | ------------------------- | ----------------------- |
| 2014 | 10    | 2         | Mulhouse   | Planche des Belles Filles | Joaquim Rodríguez (CAT) |
| 1972 | 17    | 2         | Pontarlier | Ballon d'Alsace           | Joaquim Agostinho (POR) |